# اندیشه‌گر
اندیشه‌گر (به فرانسوی: Le Penseur) یا شاعر (فرانسوی: Le Poète)، تندیسی از جنس برنز اثر مجسمه‌ساز فرانسوی، اُگوست رودَن است که هم‌اکنون ۲۸ نسخهٔ برنزی هم‌اندازهٔ آن، که با روش ریخته‌گری ساخته شده‌اند، موجود است. اندازه و ارتفاع نسخهٔ اول آن در دروازه‌های جهنم نزدیک به ۷۰ سانتی‌متر و به‌عنوان یک اثر مجزا که شناخته‌شده‌تر است، ۱۸۹ سانتی‌متر است. این مجسمه، با اندازهٔ بزرگ‌تر از یک انسان عادی، مردی برهنه را نشان می‌دهد که بر روی قطعه‌سنگی نشسته و چانهٔ خود را بر روی دست راستش گذاشته است، در حالی که دست چپ او بر روی پای چپش است. این تندیس طوری طراحی شده که باید از زیر به آن نگاه کرد، و معمولاً آن را بر روی سکو قرار می‌دهند.

## معنی
این تندیس مردی را در ژرف‌اندیشی سنگین با کشمکش‌های درونی قوی نشان می‌دهد. از آنجایی که این مجسمه نخست یکی از ۱۷۰ پیکرهٔ دروازه‌های جهنم بود با نام شاعر، از دیدی وابسته به دروازه‌های جهنم، به آن معانی مختلفی را ربط می‌دهند. دروازه‌های جهنم خود بر اساس بخش اول کمدی الهی با نام دوزخ اثر دانته است. یکی از تفسیرها این است که شخص متفکر دانته است در حال نگریستن به بخش‌های زیرین دوزخ و اشخاص داخل آن، البته این تفسیر از آنجا که دانته در تمام کمدی الهی پوشیده‌است دارای مخالفان زیادی است. بعضی متفکر را خود رودن می‌دانند که به اثر خود چشم دوخته و در حال اندیشیدن به آن است. تفسیر دیگری که در مورد متفکر می‌شود این است که این پیکرهٔ آدم است در حال فکر کردن به این‌که با گناه خود چه بر سر فرزندان و نوادگان خود آورده‌است. در هر صورت این تندیس جدا از دروازه‌های جهنم به دلیل این‌که مردی را که عمیقاً در حال تفکر است نشان می‌دهد به نمادی برای فلسفه و اندیشه تبدیل شده‌است.